# Callistophytales
Die Callistophytales sind eine Ordnung der ausgestorbenen Pflanzengruppe der Samenfarne. Die Gattung Callistophyton wuchs wahrscheinlich im Unterwuchs der Karbonwälder. 

## Merkmale

### Vegetative Merkmale
Callistophyton war eine kleine, spreizklimmende Pflanze. Sie hatte eine Hauptachse, von der rund 50 cm lange Seitenzweige abgingen, an denen große, gefiederte Blätter saßen.
Der größte erhaltene Stamm hat einen Durchmesser von rund 3 cm. Das Mark ist parenchymatisch und leicht eckig. Es ist von bis zu 13 axialen Bündeln des primären Xylems umgeben. Die Bündelanzahl variiert je nach Position am Stamm und ob gerade Blattspuren abzweigen. Es gibt Arten mit mesarchem und mit exarchem Xylem (es reift von der Mitte aus nach beiden Seiten, bzw. von außen nach innen). Die Tracheiden des Metaxylems sind Leiter-Tracheiden oder haben Hoftüpfel. Um das primäre Xylem befindet sich eine breite Zone von sekundärem Xylem, die bis zu 70 Zellen breit ist. Hier sind die Tracheiden in Reihen von ein bis fünf Zellen Breite angeordnet, die durch Holzstrahlen getrennt sind. Die Tüpfel sind auf die radialen Zellwände beschränkt und sind schlitzartig. Das Kambium produzierte zunächst nur Xylem, später zu gleichen Teilen Xylem und Phloem. Lage und Aussehen des primären Phloem sind nicht bekannt. Das sekundäre Phloem besteht aus Siebzellen, Phloemparenchym und Phloemstrahlen. Bernstein-Einschlüsse in den Siebfeldern lassen auf Kallose-Pfropfen schließen. Die Rinde besteht aus einer inneren, parenchymatischen Schicht, und einer äußeren Schicht von längsgerichteten Fasern, die in Parenchym eingebettet sind. In der Rinde sind verstreut Hohlräume vorhanden, die mit einer bernsteinfarbenen Substanz gefüllt sind. Gleichartige Sekret-Höhlen finden sich in allen Pflanzenorganen der Gattung. In der inneren Rinde ist ein Periderm zu erkennen, das in älteren Stämmen das äußere Abschlussgewebe bildet. 
Das Gefäßsystem von Callistophyton wird als unabhängige Axialbündel interpretiert, die sich durch den Stamm ziehen und von denen Blattspuren abzweigen. Die Blattspuren sind an der Blattstiel-Basis doppelt vorhanden, zur Spitze hin dann einzeln. An den Knoten sitzen kleine Achselknospen oder Seitenzweige. Die Knospen sind von zwei gegenständigen Blättern oder Cataphyllen umschlossen, die über die Spitze der Knospe hinausreichen. Seitenzweige besitzen den gleichen Aufbau wie die oben beschriebenen Sprossachsen. 
Die Wurzeln von Callistophyton sind diarch. Bei älteren Exemplaren enthalten sie reichlich sekundäres Gewebe, inklusive Periderm. Die Wurzeln sind Adventivwurzeln und entspringen an der Sprossachse in den Achseln der Knospen oder Seitenzweige. 
Eine ähnliche Gattung wie Callistophyton ist Johnhallia aus dem Mittleren Pennsylvanium. Es sind Stämme mit einer Eustele mit rund einem Zentimeter Durchmesser. Der primäre Stamm besitzt fünf Gefäßstränge. Bei jedem Bündel gibt es einen Kern aus Parenchym. Die Blattwedel sind flach und stehen in einer 2/5-Phyllotaxis an der Sprossachse. 
Bei Callistophyton sind die Blätter schraubig angeordnet. Die größten Blätter sind rund 30 cm lang. Die Wedel sind doppelt bis vierfach gefiedert, die Fiederblättchen sind flächig, tief gelappt und an der Basis verschmälert. An der Unterseite finden sich manchmal mehrzellige Haare. Die Fiederblättchen ähneln morphologisch am ehesten der Formgattung Sphenopteris.

### Reproduktive Organe
Die Samen sind abgeflacht und werden als Callospermarion bezeichnet. Wo an der Pflanze die Samen gebildet wurden, ist nicht bekannt. In Analogie zu den Pollenorganen nimmt man an, dass sie an der Unterseite der Fiederblättchen saßen. 
Die Samen(anlagen) sind zwischen 0,8 und 5 mm lang, in der einen Ebene bis 3,8, in der anderen bis 2,0 mm breit. Das Integument enthält zwei Leitbündel in flügelähnlichen Erweiterungen. Das Integument ist dreiteilig, der Großteil der Samenhülle besteht aus Zellen der äußeren Sarcotesta und enthält große Sekret-Höhlen. Bei Callistophyon pusillum ist der Nucellus nur im Basisbereich (an der Chalaza) mit dem Integument verwachsen. Das distale Ende bildet eine flaschenförmige Pollenkammer. In etlichen als unreif angesehenen Samen wurden in der Pollenkammer Pollenkörner vom Vesicaspora-Typ gefunden. Wahrscheinlich bildeten die Samenanlagen einen harzigen Bestäubungstropfen, der half, den Pollen einzufangen, ähnlich den rezenten Nacktsamern. 
Die Pollenorgane saßen an der abaxialen Seite (Unterseite) der kleinen Fiederblättchen. Idanothekion glandulosum aus dem mittleren Pennsylvanium besteht aus einem Ring von sechs bis neun Sporangien, die um eine zentrale, leitbündelführende Säule angeordnet und im proximalen Teil verwachsen sind. Jedes dieser Synangien ist rund einen Millimeter lang und ebenso breit. Die Sporangienwand ist dick, mit Ausnahme der nach innen weisenden Wand, die dünn ist und wo die Öffnung stattfand. Das Leitgewebe ist als breites Band in den äußeren Schichten jeden Sporangiums vorhanden. Callandrium callistophytoides hat praktisch den gleichen Aufbau, es fehlt lediglich das Leitgewebe in der Sporangienwand. Beide Pollenorgane enthalten kleine (rund 40 µm), monosaccate Pollenkörner, die denen der Koniferen ähneln. Als Einzelfunde würden die Pollenkörner in die Formgattung Vesicaspora gestellt werden. Der Pollen ist bilateral und hat am Äquator einen elliptischen Umriss. Der Korpus ist von einem äquatorialen Luftsack (Saccus) umgeben, der fein ornamentiert ist. Zwischen den beiden Lappen des Saccus befindet sich eine elliptische Keimfalte (Sulcus). 
In Pollensäcken wurden Entwicklungsstadien des Mikrogametophyten beobachtet, die aus zwei, drei und vier axial gestapelten Zellen bestehen. Die proximal stehenden Zellen werden als Prothallium-Zellen interpretiert, die größte Zelle als Embryonal-Zelle oder Antheridiums-Zelle. Der Pollen wurde im 4-Zellstadium entlassen. Der Pollen wurde wohl durch den Wind verbreitet und vom Befruchtungstropfen der Samenanlagen aufgefangen. Die Keimung des Pollens erfolgte über den distal befindlichen Sulcus. In einem Fall wurde in einer Samenanlage ein verzweigter Pollenschlauch beobachtet, ein Hinweis für eine Haustorium-Funktion des Pollenschlauchs ähnlich den Cycadales. Dies wäre eine Vorstufe zur echten Siphonogamie.

## Belege
- Thomas N. Taylor, Edith L. Taylor: The Biology and Evolution of Fossil Plants, S. 550–558. Prentice Hall, Englewood Cliffs 1993. ISBN 0-13-651589-4